# 遠くても 遠くても
「遠くても 遠くても」（とおくても とおくても）は、日本のR&BグループのSkoop On Somebodyが2011年11月16日にリリースした通算41枚目（Skoop On Somebodyとしては33枚目）のシングル。

## 概要
アルバム『Distance』の先行シングル。
槇原敬之の『遠く遠く』をサンプリングしたミディアム・バラード。
カップリングでは松任谷由実をカバー。

## 収録曲
1. 遠くても 遠くても
  - 作詞：槇原敬之・S.O.S.　作曲：槇原敬之・S.O.S.・YANAGIMAN　編曲：YANAGIMAN
2. Party Up!
  - 作詞・作曲・編曲：S.O.S.
3. ナビゲイター
  - 作詞・作曲：松任谷由実　編曲：S.O.S.

### 初回生産限定盤DVD
1. 祈り 〜2011〜 （at 浜離宮朝日ホール）
作詞・作曲・編曲：SKOOP